# Rhaphuma chewi
Rhaphuma chewi är en skalbaggsart som beskrevs av Dauber 2003. Rhaphuma chewi ingår i släktet Rhaphuma och familjen långhorningar. Inga underarter finns listade i Catalogue of Life.